# Wałczyk wiązowiec
Wałczyk wiązowiec (Magdalis armigera) – gatunek chrząszcza z rodziny ryjkowcowatych i podrodziny Mesoptiliinae. Zamieszkuje Palearktykę, od Półwyspu Iberyjskiego po Syberię. Zarówno larwy, jak i postacie dorosłe są fitofagami wiązu pospolitego.

## Taksonomia
Gatunek ten opisany został po raz pierwszy w 1785 roku przez Étienne Louisa Geoffroy’a w publikacji autorstwa Antoine’a-François Fourcroy’a pod nazwą Curculio armiger.

## Morfologia

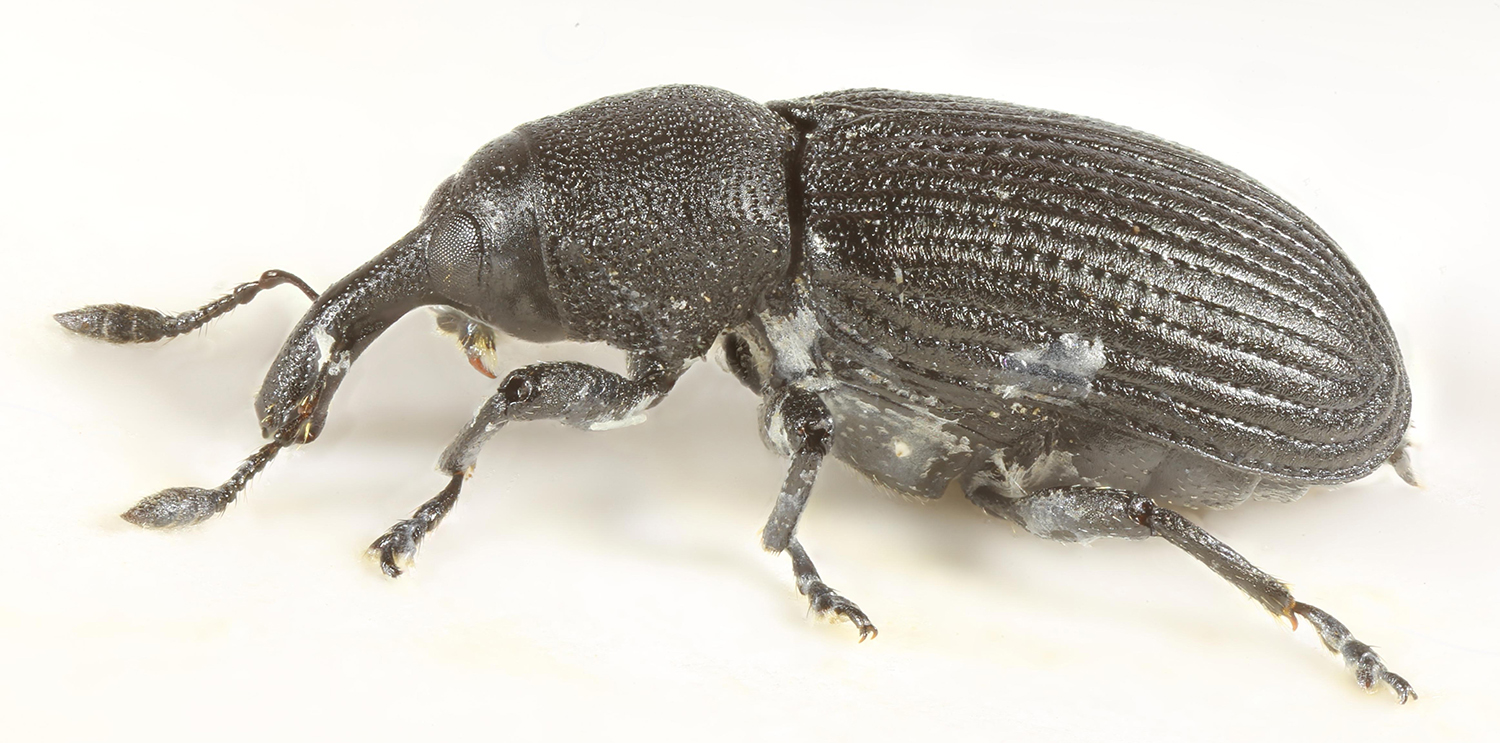
Widok z boku

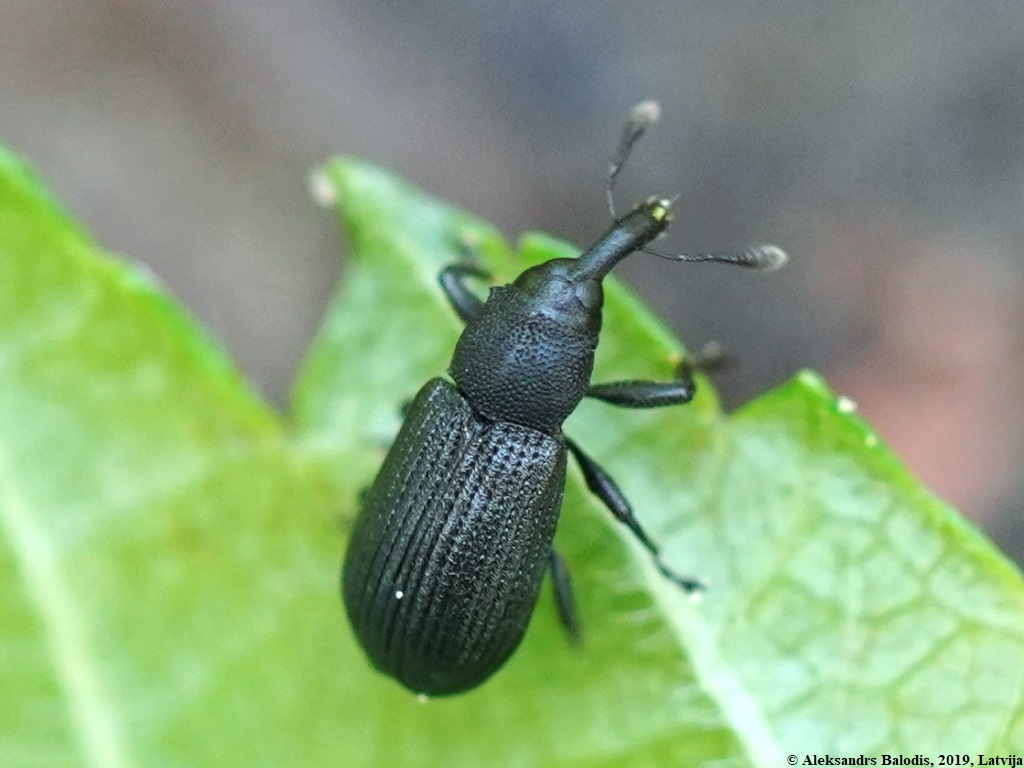
Imago na liściu

Chrząszcz o ciele długości od 2,5 do 4,5 mm, ubarwionym matowo czarno z częściowo ciemnobrunatnymi czułkami i stopami. Głowę ma stożkowatą, a ryjek dłuższy od niej i zakrzywiony. U samca ryjek ma w części nasadowej boki równoległe, przy nasadach czułków jest rozszerzony, a ku szczytowi zwężony. U samicy ryjek jest trochę dłuższy i ku szczytowi nieco rozszerzony. Punktowanie ryjka u samca jest bardzo gęste, u samicy stosunkowo rzadkie. Przedplecze jest w zarysie kwadratowawe, niewiele szersze niż dłuższe. Boki przedplecza są proste do bardzo lekko zaokrąglonych, w częściach przednich mają ostry ząb i kilka drobniejszych ząbków za nim malejących ku tyłowi. Punktowanie przedplecza jest dość gęste, niezbyt grube, a przestrzenie między punktami matowe. Tarczka jest dość duża, w przedniej części pochylona w dół, w tylnej leżąca na poziomie pokryw. Pokrywy są dość krótkie i wyraźnie szersze od przedplecza. Ich rzędy są wąskie, niewgłębione i wyraźnie zwężone ku tyłowi, międzyrzędy zaś są znacznie szersze, płaskie do nieznacznie wypukłych, pokryte delikatną, łuskowatą rzeźbą, niepunktowane. Odnóża przednie pary stykają się biodrami. Uda wszystkich par mają ząbki, szczególnie duże na parze przedniej.

## Biologia i ekologia
Owad ten zasiedla lasy (zwłaszcza łęgowe) i ich skraje, parki, ogrody, nasadzenia przydrożne i żywopłoty. Najchętniej bytuje na stanowiskach wilgotnych. Zarówno larwy, jak i postacie dorosłe są fitofagami wiązu pospolitego. Owady dorosłe żerują od kwietnia do lipca na liściach rośliny żywicielskiej. W kwietniu samice składają jaja pod korę gałęzi i pni wiązu. Larwy są ksylofagami i żerują na drewnie bielastym drążąc krótkie chodniki o esowatym kształcie. Tam też zimują, a przepoczwarczają się w drugiej połowie marca.
Parazytoidami wałczyka wiązowca są Doryctes undulatus i Ecphylus silesiacus, błonkówki z rodziny męczelkowatych.

## Rozprzestrzenienie
Gatunek palearktyczny. W Europie znany jest z Portugalii, Wielkiej Brytanii, Francji, Belgii, Holandii, Niemiec, Szwajcarii, Austrii, Włoch, Danii, Szwecji, Norwegii, Finlandii, Estonii, Litwy, Polski, Czech, Słowacji, Węgier, Ukrainy, Mołdawii, Rumunii, Bułgarii, Słowenii, Chorwacji, Bośni i Hercegowiny, Czarnogóry, Serbii, Macedonii Północnej, Grecji oraz europejskich części Rosji i Turcji. W Azji zamieszkuje azjatycką część Turcji i Syberię. W Polsce jest owadem pospolitym, częstszym na nizinach, rzadszym na wyżynach i podgórzach.